# Distrito Escolar Unificado de Orange
El Distrito Escolar Unificado de Orange(Orange Unified School District, OUSD) es un distrito escolar de California. Tiene su sede en Orange. El consejo escolar del distrito tiene un presidente, un vicepresidente, un secretario y cuatro miembros.

## Escuelas
Escuelas preparatorias:
- Canyon High School
- El Modena High School
- Orange High School
- Villa Park High School
- Richland Continuation High School